# Tipula (Pterelachisus) pseudotruncorum
Tipula (Pterelachisus) pseudotruncorum is een tweevleugelige uit de familie langpootmuggen (Tipulidae). De soort komt voor in het Nearctisch gebied.